# Korea AeroSpace Administration
Die KASA (englisch Korea AeroSpace Administration, koreanisch 우주항공청 Uju Hanggongcheong) ist die 2024 gegründete Raumfahrtbehörde der Republik Korea. Der Hauptsitz befindet sich in Sacheon (Gyeongsangnam-do).

## Geschichte
Der Grundstein der Behörde wurde mit dem Amtsantritt von Yoon Suk-yeol als Präsident Südkoreas im Jahr 2022 gelegt. Dieser strebte Reformen zur Modernisierung koreanischer Behörden und koreanischer Politik an, die im Wesentlichen durch den Aufbau US-amerikanischer Behörden inspiriert sind. Bis 2024 wurden alle Weltraumprojekte in Südkorea durch die Regierung und das Korea Aerospace Research Institute geführt. Die KASA soll jedoch private Unternehmen unterstützen, ihren Platz in der Raumfahrtentwicklung zu finden. Als Vorbild für den Plan wird das amerikanische Unternehmen SpaceX gesehen.
Am 27. Mai 2024 wurde mit dem Hauptsitz Sacheon die Korea AeroSpace Administration offiziell gegründet. Die NASA wurde zur Gründung als wichtiger Kooperationspartner vorgestellt. Es ist geplant, dass die KASA die internationalen Kooperationen Südkoreas im Bezug auf Weltraumforschung ausweitet.

## Ziele
Das Ziel der KASA ist, Unternehmen zu fördern, die eine zentrale Rolle in Weltraumprojekten spielen können. Außerdem soll die Behörde eine Weltraumindustrie aufbauen, die mit anderen Ländern mithalten kann.
2032 soll die Behörde eine Rakete des Modells KSLV-III zum Mond schicken und bis 2045 soll eine Rakete zum Mars geschickt werden.
Die KASA soll mehr als 2000 Unternehmen fördern und etwa 500.000 neue Arbeitsplätze schaffen. Weiterhin soll das Budget für Raumfahrt und andere Bereiche der Weltraumforschung bis 2027 auf mehr 1,5 Trillionen Won (1,01 Mrd. Euro) angehoben werden.